# Accident nucléaire de Saint-Laurent-des-Eaux de 1980

Classement de l'événement sur l'échelle INES élaborée en 1990 à la suite de l'accident de Tchernobyl

L'accident nucléaire de Saint-Laurent-des-Eaux de 1980 est un accident nucléaire classé au niveau 4 de l'échelle INES qui s'est produit le 13 mars 1980 sur le réacteur A2 de la centrale nucléaire de Saint-Laurent-des-Eaux. Avec celui survenu en 1969 dans cette même centrale, ce sont les plus graves accidents nucléaires civils que la France a connu.

## Circonstances

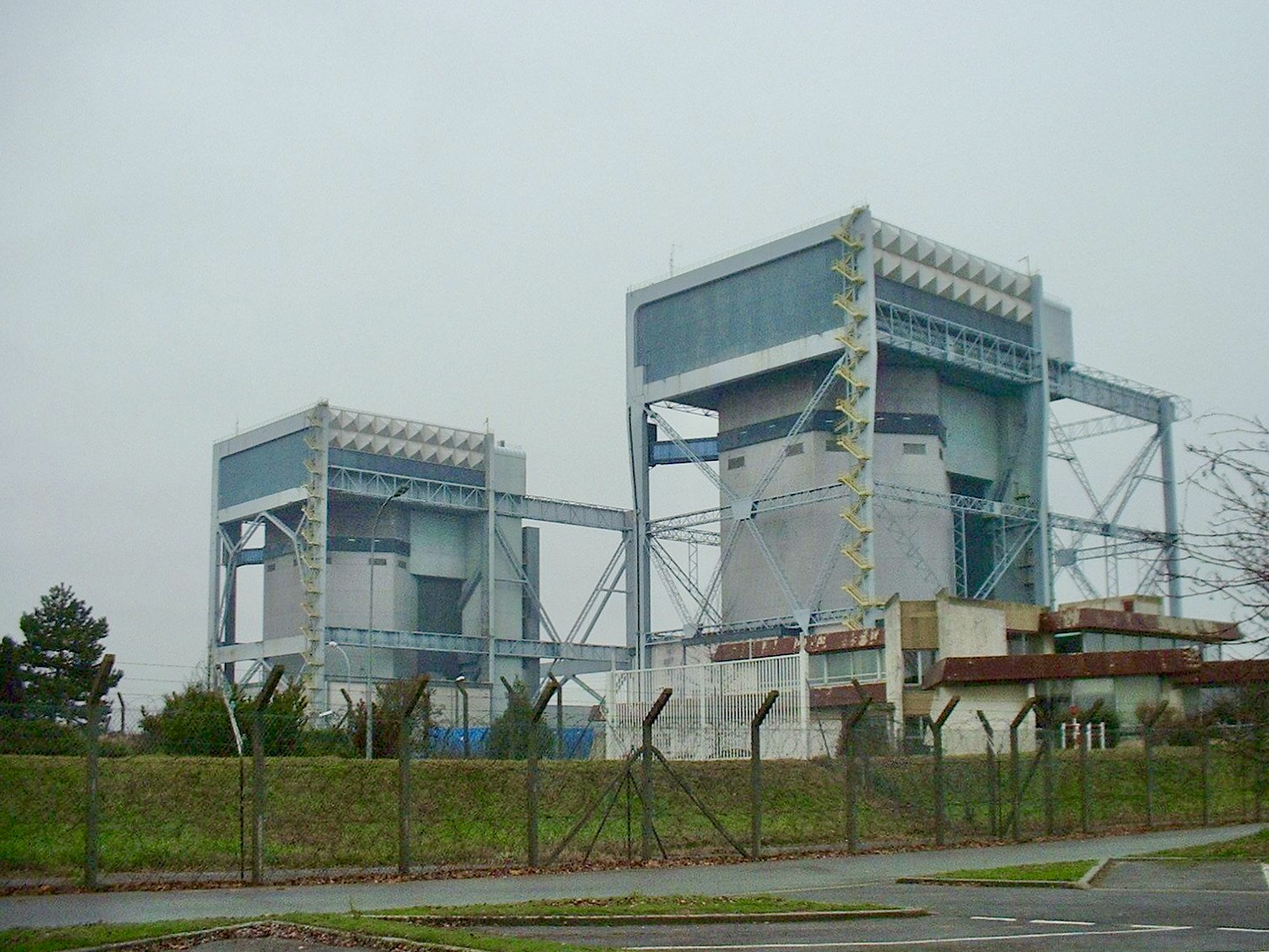
Tranches A1 et A2 de la centrale nucléaire de Saint-Laurent-des-Eaux.

Le 13 mars 1980, à 17 h 40, les alarmes retentissent, une fusion partielle du cœur se produit sur le réacteur A2 (filière UNGG). Cette fusion est déclenchée par le décrochage d'une tôle au sein du circuit de refroidissement qui vient boucher une partie de celui-ci et ensuite faire augmenter localement la température du combustible. 20 kg d'uranium fondent après l'arrêt d'urgence du réacteur.
Le professeur Pierre Pellerin, responsable du SCPRI (service central de protection contre les rayonnements ionisants), explique à la commission de surveillance de la centrale « que la pression à l'intérieur du réacteur équivalait à trente fois la pression atmosphérique et qu'il fallait procéder à quelques rejets pour dégonfler le caisson ». 
Si l'événement n'a pas été caché à la population, certaines sources estiment que les informations et conséquences s'y rapportant sont restées confidentielles. Le niveau de contamination des travailleurs chargés du nettoyage a également été minoré.

## Dégâts et remise en service
L'accident a entraîné des dégâts importants dans le réacteur, induisant une indisponibilité de plus de trois ans et demi et des opérations de remise en état délicates.
La quantité de combustible fondu est plus faible qu'en 1969 (20 kg contre 50 kg), mais le combustible est plus radioactif puisqu'il a accumulé les produits de fission et actinides mineurs lors de son utilisation pendant 2 ans dans le réacteur.
500 salariés d'EDF et sous-traitants sont impliqués dans les 29 mois que durent les opérations de nettoyage et de remise en état du réacteur et les poussières d'uranium dispersées dans le bâtiment réacteur lors de l'accident sont restées pendant longtemps un risque de contamination. « 244 000 h de travail ont été nécessaires, réalisées à près de 80 % par des entreprises sous-traitantes mais qui n'ont supporté qu'un peu moins des 2/3 des doses (197,7 homme.Rem) ». 
Plusieurs tonnes de plomb sont amenées dans le bâtiment réacteur pour servir de protection radiologique et pour limiter les conséquences sur l'environnement.
Les travaux de nettoyage et de réparation ont duré jusqu’en 1982. L’installation a redémarré en octobre 1983.
Les 2 réacteurs A1 et A2 de la filière uranium naturel graphite gaz (UNGG) ont été définitivement arrêtés respectivement en avril 1990 et mai 1992,.

## Rejet de plutonium dans la Loire
D'après le président de la commission de surveillance de la centrale, « Quand tout a été refroidi, quelques kilos d'uranium avaient fondu et ils s'étaient déposés au fond du caisson. Ces matériaux étaient chargés en produits de fission, et en plutonium. Lors du nettoyage, il y a eu une opération de rinçage et des rejets liquides sont partis dans la Loire ». La centrale indique par son service de communication « avoir respecté les limites réglementaires d’autorisation de rejet de l’époque, fixées par l’arrêté ministériel de juin 1979 ». 
Le 4 mai 2015, le documentaire Nucléaire, la politique du mensonge ?, diffusé par Canal+ révèle que, à la suite de cet accident, EDF a procédé à des rejets de plutonium dans la Loire pendant au moins 5 ans, une pratique que le documentaire dénonce comme  « illégale à l'époque comme aujourd'hui ». À la suite de la diffusion du reportage, l'IRSN précise qu'à l'époque de l'accident, la surveillance du territoire était réalisée par le SCPRI (prédécesseur de l'IRSN). D'après les archives dont dispose l'IRSN, si des rejets d'effluents radioactifs ont bien eu lieu en avril 1980, ils ne seraient cependant pas liés à cet accident nucléaire, mais à l'éclatement d'un conteneur d'éléments radioactifs survenu dans la piscine du réacteur 2.   
En 2015, Marcel Boiteux, président d'EDF au moment des faits et alors président d’honneur déclare : « C’est quand même pas grand-chose. C'est pas bien mais c'est pas grave. […] Si cela a été fait, c'est avec l'aval des pouvoirs publics, on n’aurait pas pu le faire autrement ».
L'association « observatoire du nucléaire », présidé par Stéphane Lhomme, a porté plainte contre EDF et Marcel Boiteux pour « ces rejets délibérés (et non accidentels) » qu'il considère de fait comme « un crime ».
Le procureur de Blois a alors ouvert une enquête et missionné à cet effet l'office central de lutte contre les atteintes à l'environnement et la santé publique (OCLAESP, dépendant de la gendarmerie nationale), qui a entendu le directeur de l'Observatoire du nucléaire le 3 août 2015,,.
La plainte a été classée sans suite par le parquet en 2016.
Par la suite, une campagne de prélèvements de sédiments en Loire conduite par un laboratoire universitaire a établi la présence de traces de plutonium depuis Saint-Laurent jusqu’à l’estuaire, dont l’origine serait à imputer soit à l’accident de 1980, soit à celui de 1969,.
Pour l'IRSN, cependant, cet incident est indépendant de l’accident du 13 mars 1980 décrit ci-dessus. Ces rejets radioactifs sous forme d’effluents liquides significatifs en Loire sont associés au traitement des eaux de la piscine du réacteur SLA2, contaminées lors de l’éclatement d’un conteneur renfermant un élément combustible non étanche, survenu en avril 1980. Les rejets correspondants ont été estimés à 1 GBq de radio-éléments émetteurs alpha.
Le déversement de plutonium issu de Saint-Laurent serait de l'ordre de 700 millions de becquerels (0,7 GBq), soit l'équivalent de 0,3 gramme de plutonium-239. Compte tenu de la radiotoxicité du plutonium-239 (qui est de 10 Sv/mg) et de l'extrême dilution d'un rejet dans la Loire, dont le débit moyen à Saint-Laurent-des-Eaux est de l'ordre de 400 m3/s, un rejet de ce niveau ne peut pas avoir de conséquence sanitaire observable[réf. nécessaire].

## Traitement médiatique
En mai 1980, la revue Sites et monuments : bulletin de la Société pour la protection des paysages et de l'esthétique générale de la France révèle que le réacteur 2 de la centrale de Saint Laurent-des-Eaux a connu un « incident sérieux » (classification EDF) consistant en la rupture de la gaine métallique qui entoure l'un des éléments combustibles d'où une élévation importante de la radioactivité dans le circuit primaire de refroidissement.

### Sources et bibliographie
- « Événements significatifs classés au niveau 4 sur l'échelle INES », sur asn.fr, 3 septembre 2021 (consulté le 29 mars 2024).

- « Note dinformation sur les accidents ayant affecté les réacteurs nucléaires du site de Saint-Laurent-des-Eaux en 1969 et 1980 » [PDF], sur irsn.fr, 18 mars 2015 (consulté le 29 mars 2024)
- Jean-Michel Décugis, Christophe Labbé et Olivia Recasens, « Le jour où la France a frôlé le pire : Exclusif. C'est à Saint-Laurent-des-Eaux qu'a eu lieu le plus grave accident nucléaire français », Le Point, no 20405 « Spécial nucléaire - 60 ans de secrets d'État, notre enquête »,‎ 24 mars 2011, p. 86-88 (ISSN 0242-6005, lire en ligne)
- Michaël Mangeon, Nicolas Dechy et Jean-Marie Rousseau, Les accidents nucléaires de 1969 et 1980 à Saint-Laurent-des-Eaux : Quand la transition engendre l’oubli, 22e Congrès de Maîtrise des Risques et Sûreté de Fonctionnement λµ22, IMDR, 2020.

### Documentaire
- Cécile Delarue, « La pile, mon village nucléaire » [vidéo], sur france.tv, France 3, 25 mars 2024.